# Vedborm
Vedborm är en ort i Högby socken i Borgholms kommun, Kalmar län. Fram till 2010 definierade SCB Vedborm som en småort.
I Vedborm finns även Vedbormträsket och ett flertal kvarnar. Byn hette tidigare Vibberum.